# Facultad de Ciencias de la Educación (UATx)
La UNIVERSIDAD AUTÓNOMA DE TLAXCALA, en una de sus varias facultades cuenta con Ciencias de la educación, la cual esta ubicada en Ocotlan Chiautempan 20, Ocotlan , 90000,Tlaxcala de Xicohtencatl,Tlax.
La educación, además de ser un pilar fundamental para el desarrollo de cualquier comunidad, es la que permiten la transición cognoscitiva de cada hombre. La Universidad Autónoma de Tlaxcala ofrece entre sus programas, las licenciaturas enfocadas en el área humana basado en un modelo humanista basado en competencias, en las que encontramos dentro de esta facultad, la licenciatura en Ciencias de la Educación, además de la licenciatura de Comunicación e Innovación Educativa.
La Facultad de Ciencias de la Educación pretende formar a quienes serán gestores de humanismo, conocimiento y habilidades, en diversos campos y hacia diferentes grupos de personas. Su participación dentro del tejido social es de vital importancia, pues son quienes emprenden una nueva visión hacia el aprendizaje de los futuros ciudadanos de este país.
La facultad se divide en 4 ejes universitarios los cuales son:
AUTORREALIZACION: Se enfoca su interés en el aprendizaje, implica el reforzamiento de los valores, género, derechos humanos,sexualidad,medio ambiente,arte y cultura.
DOCENCIA: Consolidar la calidad y pertenencia de la oferta educativa de la UAT en los ámbitos nacionales e internacionales.
INVESTIGACIÓN CIENTÍFICA: Coordina los centros de investigación en los que se desarrollan líneas de generación y aplicación de conocimiento en diversas áreas científicas para el desarrollo del aprendizaje y el conocimiento, al realizar investigaciones originales y de frontera en sus laboratorios y a través de sus posgrados.
EXTENSIÓN UNIVERSITARIA Y DIFUSIÓN CULTURAL: Es una estrategia de interrelación directa y flexible entre las instituciones de educación superior y la comunidad, encaminada a lograr el intercambio de recursos intelectuales, materiales y humanos en beneficio de ambas instancias.
La Facultad de Ciencias de la Educación ofrece:
Licenciatura en Ciencias de la Educación.
Licenciatura en Comunicación e Innovación Educativa.
Maestría en Docencia, Investigación e Innovación Educativa.
Doctorado en Educación.
Maestría en Educación.
- Datos: Q65173987